# Radio CBS San Vito dei Normanni
Radio CBSN è stata un'emittente radiofonica italiana locale, originariamente fondata nel luglio 1976 e chiusa nel 1982. Il 2 ottobre 2023 l'emittente era rinata come radio digitale.

## Storia
La storia di Radio CBSN è profondamente intrecciata con la comunità di San Vito dei Normanni. Fondata nel 1976, la radio divenne rapidamente un punto di riferimento per gli ascoltatori locali, offrendo una vasta gamma di contenuti, dalla musica alle discussioni culturali. Tuttavia, nel 1982, a causa di questioni logistiche, Radio CBSN dovette chiudere i battenti.
Il 2 ottobre 2023 Radio CBSN viene riportata in vita diventando una radio digitale, annunciando un periodo sperimentale dalla durata di pochi mesi. Il 1º gennaio 2024 ha avviato ufficialmente l'inizio delle regolari trasmissioni. Il 31 dicembre dello stesso anno ha terminato le trasmissioni.